# Doutrinas não escritas de Platão

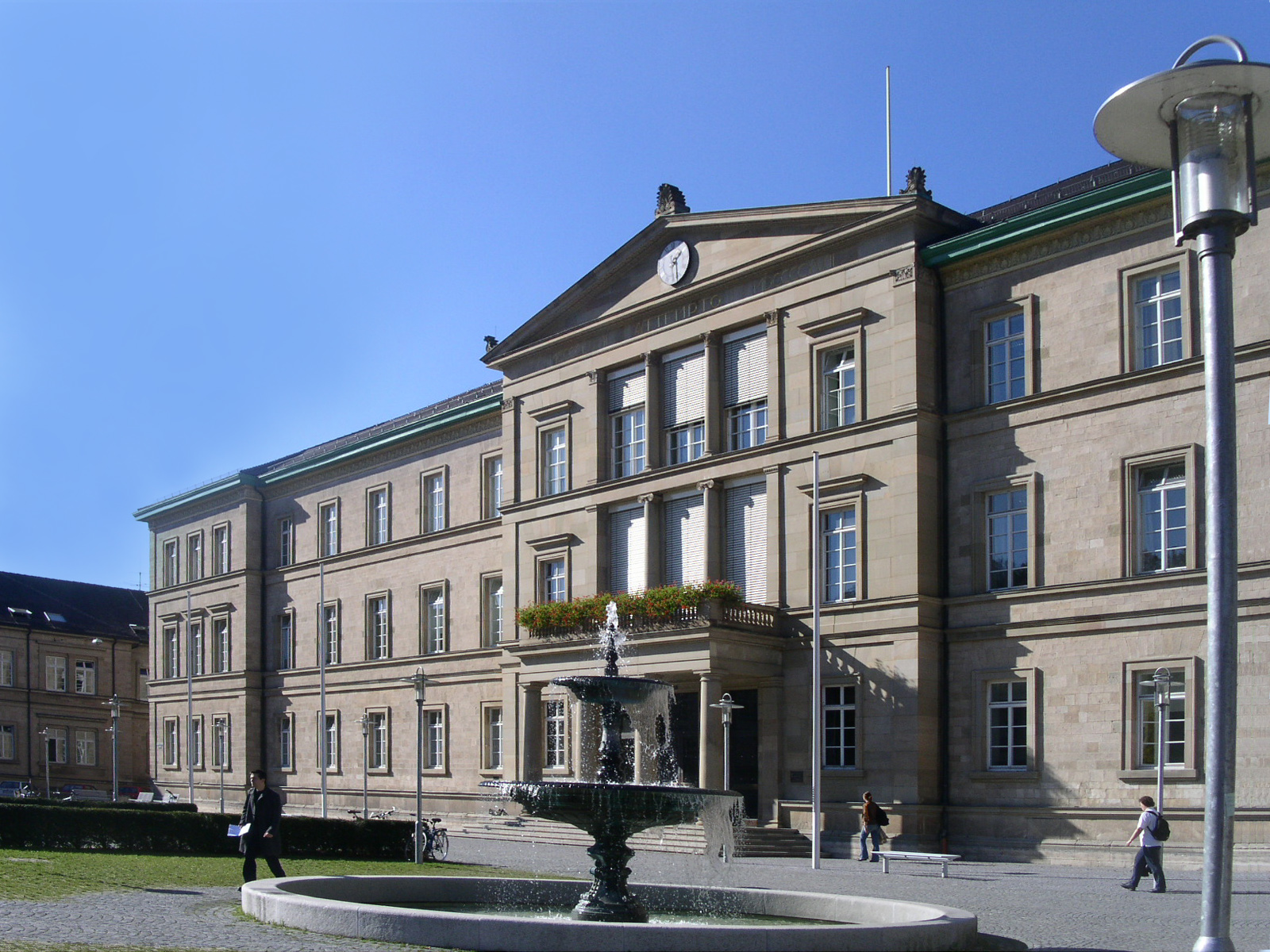
Acadêmicos na Universidade de Tübingen revolucionaram o estudo das doutrinas não escritas de Platão

As chamadas doutrinas não escritas de Platão são teorias metafísicas atribuídas a ele por seus alunos e outros filósofos antigos, mas não claramente formuladas em seus escritos. Em pesquisas recentes, elas são às vezes conhecidas como a "teoria dos princípios" de Platão (em alemão: Prinzipienlehre) porque envolvem dois princípios fundamentais dos quais deriva o restante do sistema. Acredita-se que Platão tenha exposto oralmente essas doutrinas a Aristóteles e aos outros alunos da Academia, e que depois foram transmitidas às gerações posteriores.
A credibilidade das fontes que atribuem essas doutrinas a Platão é controversa. Eles indicam que Platão acreditava que certas partes de seus ensinamentos não eram adequadas para publicação aberta. Uma vez que essas doutrinas não poderiam ser explicadas por escrito de uma maneira que seria acessível aos leitores em geral, sua disseminação levaria a mal-entendidos. Platão, portanto, supostamente limitou-se a ensinar as doutrinas não escritas a seus alunos mais avançados na Academia. Acredita-se que a evidência sobrevivente do conteúdo das doutrinas não escritas deriva desse ensino oral. Uma evidência disso é a palestra pública tardia aos atenienses feita por Platão para explicar o seu conceito de Ideia do Bem, sob pressão para divulgar os estudos de sua Academia, e que logo após sua apresentação foi satirizada em pelo menos 3 peças de teatro contemporâneas diferentes, tendo sido comentada por Aristóteles.
Em meados do século XX, historiadores da filosofia iniciaram um amplo projeto visando reconstruir sistematicamente os fundamentos das doutrinas não escritas. O grupo de pesquisadores que liderou esta investigação, que se tornou conhecido entre os classicistas e historiadores, passou a ser chamado de "Escola de Tübingen" (em alemão: Tübinger Platonschule), porque alguns dos seus principais membros foram baseados na Universidade de Tübingen em sul da Alemanha. Por outro lado, numerosos estudiosos tinham sérias reservas sobre o projeto ou até condenaram-no completamente. Muitos críticos acharam que as evidências e fontes usadas na reconstrução de Tübingen eram insuficientes. Outros até contestaram a existência das doutrinas não escritas ou pelo menos duvidaram de seu caráter sistemático e consideraram-nas meras propostas provisórias. As disputas intensas e às vezes polêmicas entre os defensores e críticos da Escola Tübingen foram conduzidas de ambos os lados com grande energia. Os defensores sugeriram que isso equivalia a uma "mudança de paradigma" nos estudos de Platão.

## Palavras chaves

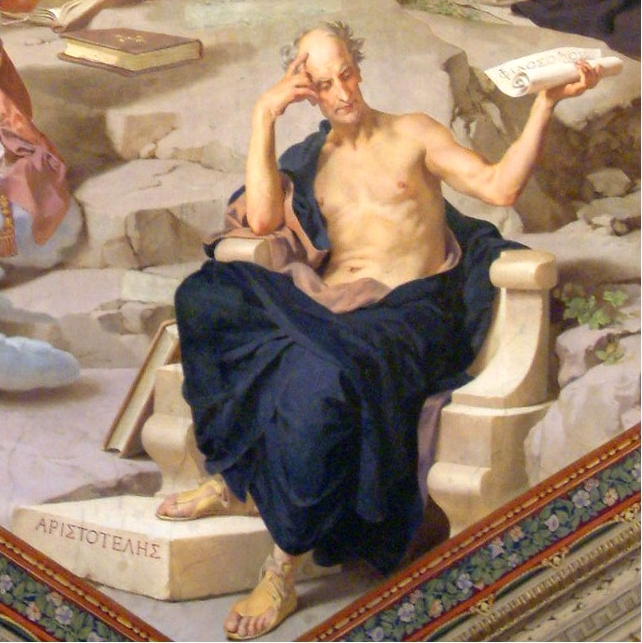
Aristóteles se referiu às "doutrinas não escritas" de Platão e discutiu sua teoria do princípio

A expressão "doutrinas não escritas" (em grego, ἄγραφα δόγματα, ágrapha dógmata) se refere às doutrinas de Platão ensinadas dentro de sua escola e foi usada pela primeira vez por seu aluno Aristóteles. Em seu tratado sobre física, ele escreveu que Platão usou um conceito em um diálogo de maneira diferente do que "nas assim chamadas doutrinas não escritas". Estudiosos modernos que defendem a autenticidade das doutrinas não escritas atribuídas a Platão enfatizam essa antiga expressão. Eles sustentam que Aristóteles usou a frase "assim chamadas" não em qualquer sentido irônico, mas de forma neutra.
A literatura erudita às vezes também usa o termo "doutrinas esotéricas". Isso nada tem a ver com os significados do "esotérico" comum hoje em dia: ele não indica uma doutrina secreta. Para os estudiosos, "esotérico" indica apenas que as doutrinas não escritas destinavam-se a um círculo de estudantes de filosofia dentro da escola de Platão (em grego, "esotérico" significa literalmente "dentro das paredes"). Presumivelmente, eles tiveram a preparação necessária e já haviam estudado as doutrinas publicadas de Platão, especialmente sua Teoria das Formas, que é chamada de sua "doutrina exotérica" ("exotérica" significa "fora dos muros" ou talvez "para consumo público").
Defensores modernos da possibilidade de reconstruir as doutrinas não escritas são frequentemente chamados de maneira curta e casual de "esoteristas" e seus oponentes céticos são, portanto, "anti-esoteristas".
A Escola de Tübingen é às vezes chamada de Escola de Platão de Tübingen, para distingui-la de uma antiga "Escola de Tübingen" de teólogos da mesma universidade. Alguns também se referem ao "paradigma de Tübingen". Como as doutrinas não escritas de Platão também foram vigorosamente defendidas pelo estudioso italiano Giovanni Reale, que lecionou em Milão, algumas também se referem à interpretação como Escola Milanesa e de Tübingen de Platão. Reale introduziu o termo "protologia", isto é, "doutrina do Um", para as doutrinas não escritas, uma vez que o mais elevado dos princípios atribuídos a Platão é conhecido como "Um".

## Evidências e fontes
O caso das doutrinas não escritas envolve dois passos. O primeiro passo consiste na apresentação da evidência direta e circunstancial da existência de doutrinas filosóficas especiais ensinadas oralmente por Platão. Isto, afirma-se, mostra que os diálogos de Platão, que sobreviveram, não contêm todos os seus ensinamentos, mas somente aquelas doutrinas adequadas para disseminação por textos escritos. Na segunda etapa, avalia-se a gama de fontes para o suposto conteúdo das doutrinas não escritas e a tentativa de reconstruir um sistema filosófico coerente.

### Argumentos para a existência das doutrinas não escritas

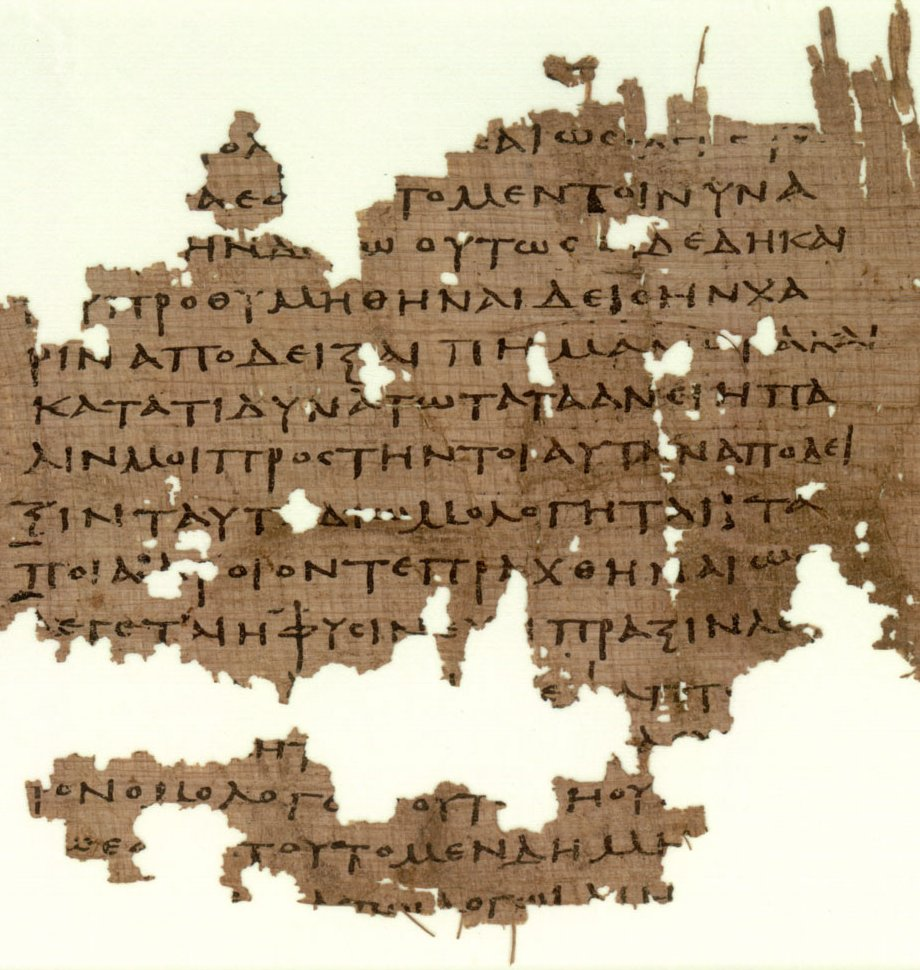
Papirus Oxyrhynchus, com um fragmento da República de Platão

As principais evidências e argumentos para a existência das doutrinas não escritas de Platão são as seguintes:
- Passagens na Metafísica e na Física de Aristóteles , especialmente a da Física, na qual Aristóteles se refere explicitamente às chamadas "doutrinas não escritas".[7] Aristóteles foi durante muitos anos um estudante de Platão, e presume-se que ele estava bem familiarizado com a atividade de ensino na Academia e que, portanto, era um bom informante.
- O relato de Aristóxenes, um estudante de Aristóteles, sobre a palestra pública de Platão "Sobre o Bem".[8] De acordo com Aristóxenes, Aristóteles lhe disse que a palestra continha ilustrações matemáticas e astronômicas e o tema de Platão era o "Um", seu princípio mais elevado. Isso, juntamente com o título da palestra, implica tratar dos dois princípios que estão no cerne das doutrinas não escritas. De acordo com o relato de Aristóteles, o público filosoficamente despreparado recebeu a palestra com incompreensão.[1]

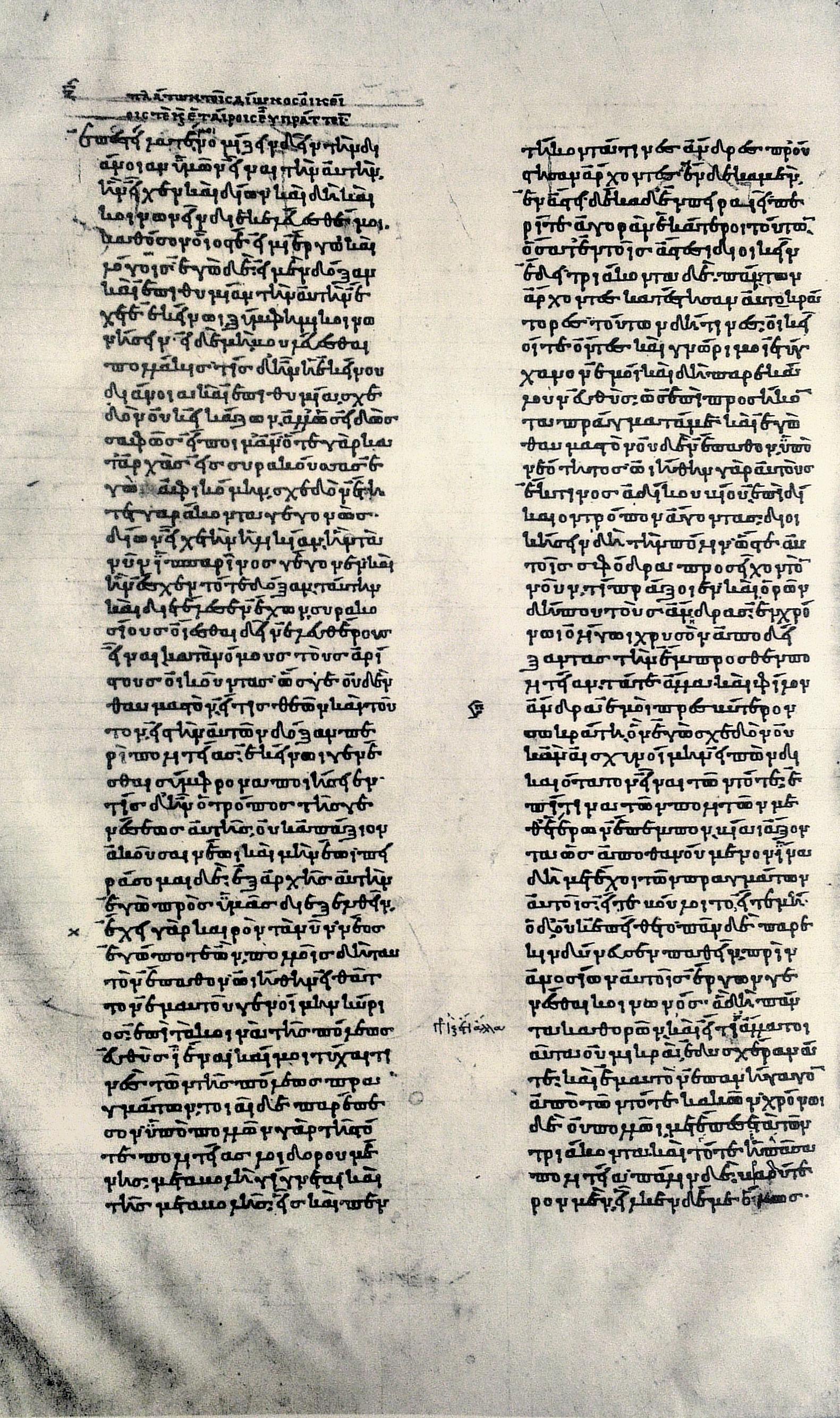
O começo da Sétima Carta no manuscrito mais velho restante, do século IX. (Paris, Bibliothèque Nationale, Gr. 1807)

- A crítica da escrita nos diálogos de Platão (alemão: Schriftkritik).[9] Muitos diálogos aceitos como autênticos são céticos sobre a palavra escrita como um meio para transferir conhecimento e expressar uma preferência pela transmissão oral. O Fedro de Platão explica essa posição em detalhes. Lá, a superioridade do ensino oral sobre a escrita para a transmissão de filosofia está fundamentada na flexibilidade muito maior do discurso oral, que é considerada uma vantagem decisiva. Autores de textos não podem se adaptar ao nível de conhecimento e às necessidades de leitores individuais. Além disso, eles não podem responder às perguntas e críticas dos leitores. Isso só é possível na conversa, que é viva e psicologicamente responsiva. Textos escritos são meras imagens do discurso. Pensa-se que escrever e ler não só levam a um enfraquecimento de nossas mentes, mas também que seriam inadequados para comunicar a sabedoria, que só pode ter sucesso na instrução oral. Palavras escritas são úteis apenas como lembretes para aqueles que já sabem alguma coisa, mas que podem ter esquecido. A atividade literária é, portanto, retratada como mera peça. Discussões pessoais com os alunos são essenciais e podem permitir que palavras de várias maneiras individualizadas sejam inscritas na alma. Somente aqueles que podem ensinar desta maneira, o Fedro continua, podem ser considerados verdadeiros filósofos. Em contraste, aqueles autores que não têm nada "mais precioso" (grego, Timitera) do que um texto escrito, o qual poliram por muito tempo, são apenas autores ou escritores, mas ainda não filósofos. O significado aqui do grego para "mais precioso" é debatido, mas é pensado que aponta para as doutrinas não escritas.[10]
- A crítica à escrita na Sétima Carta de Platão, cuja autenticidade é contestada, é aceita pela Escola de Tübingen.[11] Lá Platão afirma - se ele é realmente o autor - que seu ensinamento só pode ser comunicado oralmente (pelo menos, ele diz, a parte dele que é mais 'séria'). Ele enfaticamente diz que não há texto capaz de expressar sua filosofia e nunca será, já que não pode ser comunicada como outros ensinamentos. A compreensão real na alma, continua a carta, surge apenas do intenso esforço comum e de um caminho compartilhado na vida. Insights profundos ocorreriam repentinamente, do jeito que uma faísca voa e acende um fogo. Fixar o pensamento por escrito é prejudicial, uma vez que produz ilusões nas mentes dos leitores, que ou desprezam o que não entendem ou se tornam arrogantes quanto ao seu aprendizado superficial.[12]
- A "doutrina de reserva" nos diálogos. Existem numerosas passagens nos diálogos em que um tema especialmente importante é introduzido, mas depois não é discutido. Em muitos casos, a conversa se interrompe exatamente onde se aproxima do cerne da questão. Estas frequentemente dizem respeito a questões que são de importância fundamental para a filosofia. Os defensores da Escola de Tübingen interpretam esses exemplos de "reserva" como indicadores para o conteúdo das doutrinas não escritas, que não podem ser tratadas diretamente em diálogos escritos.[13]
- O fato de que era comum na antiguidade distinguir entre assuntos "exotéricos", adequados para discussões abertas e públicas, e assuntos "esotéricos", adequados apenas para instrução dentro de uma escola. Até mesmo Aristóteles empregou essa distinção.[14]
- A visão generalizada na antiguidade de que o conteúdo das doutrinas de Platão que haviam sido reservadas para a transmissão oral foi significativamente além da filosofia expressa nos diálogos.[15]
- As doutrinas não escritas são consideradas a consequência lógica do suposto projeto de Platão de reduzir a multiplicidade à unidade e a particularidade à generalidade. A Teoria das Formas de Platão reduz a multiplicidade de aparências à multiplicidade relativamente menor das Formas que são a base delas. Na hierarquia das Formas de Platão, as muitas Formas de nível inferior das espécies derivam e dependem das Formas superiores e mais gerais de cada gênero. Isso leva à suposição de que a introdução das Formas foi apenas um passo no caminho da multiplicidade máxima das aparências para a maior unidade possível. O pensamento de Platão leva naturalmente à consequência de que a redução da multiplicidade à unidade deve ser levada a uma conclusão, e isso deve ocorrer na teoria não publicada de seus mais altos princípios.[16]

### As fontes antigas para a reconstrução

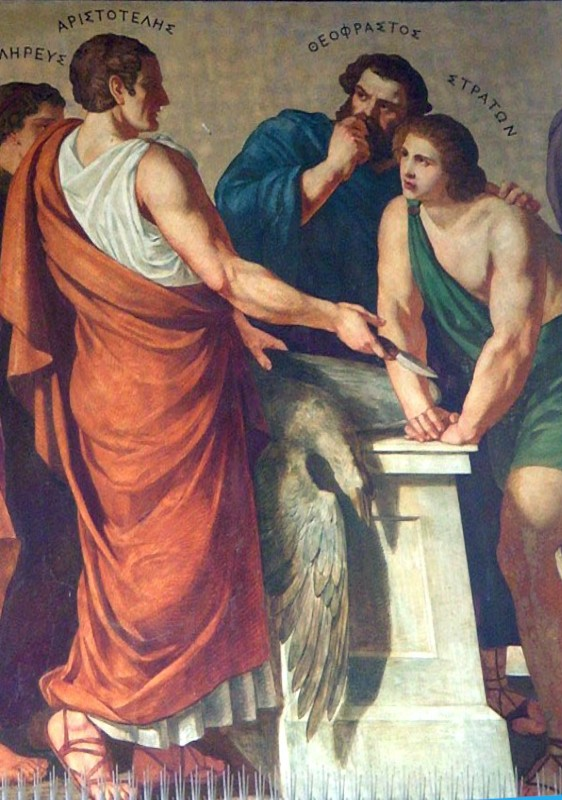
Aristóteles, seu aluno Teofrasto e Strato de Lampsacus (Universidade Nacional e Kapodistriana de Atenas).

Se a Sétima Carta é autêntica, Platão desaprovou severamente a divulgação do conteúdo das supostas doutrinas não escritas por escrito. No entanto, nenhuma obrigação de permanecer em silêncio foi imposta aos "iniciados". O caráter "esotérico" dos ensinamentos não deve ser entendido como um requisito para mantê-los em segredo ou como uma proibição de escrever sobre eles. De fato, os estudantes da Academia publicaram mais tarde escrituras sobre as doutrinas não escritas ou as reutilizaram em suas próprias obras. Essa "tradição indireta", a evidência extraída de outros autores antigos, fornece uma base para a reconstrução de doutrinas que Platão comunicava apenas oralmente.
As fontes a seguir são usadas com mais frequência para reconstruir as doutrinas não escritas de Platão:
- Metafísica de Aristóteles (livros Α, Μ e N) e Física (livro Δ)
- Fragmentos dos tratados perdidos de Aristóteles "Sobre o Bem" e "Sobre Filosofia"
- A Metafísica de Teofrasto, um estudante de Aristóteles
- Dois fragmentos do tratado perdido sobre Platão pelo estudante de Platão Hermodorus de Siracusa[18]
- Um fragmento de um trabalho perdido do aluno de Platão, Speusippus[19]
- O tratado Contra Matemáticos de Sexto Empírico (10 livros). Sexto não atribui explicitamente as doutrinas a Platão, mas as descreve como pitagóricas. Estudiosos modernos reuniram evidências, no entanto, de que Platão era de fato seu autor.[20]
- República de Platão e Parmênides. Os princípios atribuídos a Platão na tradição indireta fazem com que muitas das declarações e linhas de pensamento nesses dois diálogos apareçam sob uma luz diferente. Interpretados de acordo, eles contribuem para aguçar os contornos de nossa imagem das doutrinas não escritas. Os debates em outros diálogos, por exemplo, o Timeu e o Filebo, podem então ser entendidos de novas maneiras e incorporados à reconstrução de Tübingen. Alusões às doutrinas não escritas podem até ser encontradas, argumenta-se, nos primeiros diálogos de Platão.[21]

## O suposto conteúdo das doutrinas não escritas
Os defensores da Escola de Tübingen examinaram intensamente a evidência dispersa e o testemunho nas fontes, a fim de reconstruir os princípios das doutrinas não escritas de Platão. Eles vêem nesses ensinamentos o cerne da filosofia de Platão e chegaram a um quadro bastante estabelecido de seus fundamentos, embora muitos detalhes importantes permaneçam desconhecidos ou controversos. Uma característica notável do paradigma de Tübingen é a afirmação de que as doutrinas não escritas não estão desvinculadas das doutrinas escritas, ao contrário, há uma conexão próxima e lógica entre elas.
Na medida em que a interpretação de Tübingen corresponde ao ensino autêntico de Platão, mostra que seus princípios abriram um novo caminho na metafísica. Sua Teoria das Formas se opõe a muitas visões dos eleatas, uma escola de filosofia pré-socrática. Os princípios na base das doutrinas não escritas de Platão de fato rompem com as convicções dos eleatas, que afirmavam que somente o Ser perfeito e imutável existe. Os princípios de Platão substituem este Ser por um novo conceito de Transcendência Absoluta, que é de alguma forma superior ao Ser. Eles postulam uma esfera absolutamente perfeita, "Ser Transcendental" além do ser das coisas comuns. O "Ser Transcendental", portanto, de alguma forma existe em um nível mais elevado do que as coisas comuns. De acordo com esse modelo, todos os tipos de seres familiares são, de certo modo, imperfeitos, uma vez que a descida do Ser Transcendental para o ser comum envolve uma restrição da perfeição original e absoluta.

### Os dois princípios fundamentais e sua interação

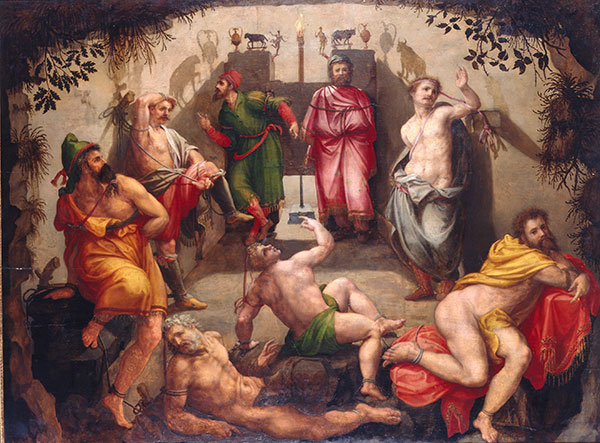
Na Alegoria da Caverna, de Platão, somos como prisioneiros acorrentados em uma caverna que vêem apenas as sombras lançadas pelas Formas e pensam que elas, e não as Formas ocultas, são reais (Michiel Coxie, 1499–1592).

A Teoria das Formas de Platão afirma que o mundo que aparece aos nossos sentidos deriva das Formas perfeitas e imutáveis. Para ele, o reino das Formas é uma realidade objetiva, metafísica, que é independente do tipo inferior de Ser nos objetos comuns que percebemos com nossos sentidos. Para Platão, as Formas, não os objetos dos sentidos, são o Ser real: estritamente, elas e não os objetos que experimentamos são realidade. Assim, as Formas são as coisas realmente existentes. Como modelos para os objetos individuais que sentimos, as Formas fazem com que objetos comuns apareçam do jeito que fazem e lhes emprestam um tipo secundário de existência.
Assim como a Teoria das Formas nos diálogos publicados de Platão supostamente explica a existência e as características do mundo das aparências, os dois princípios das doutrinas não escritas supostamente explicam a existência e as características do domínio das Formas. A Teoria das Formas e os princípios das doutrinas não escritas se encaixam de uma maneira que fornece uma teoria unificada de toda a existência. A existência das Formas, assim como os objetos que sentimos, derivam de dois princípios fundamentais.
Os dois princípios fundamentais que são considerados a base das doutrinas não escritas de Platão são:
- O Um: o princípio da unidade que torna as coisas definidas e determinadas
- A Díade Indefinida: o princípio da "indeterminação" e "ilimitação " (em grego, Ahóristos dyás)

Diz-se que Platão descreveu a díade indefinida como "o Grande e o Pequeno" (em grego, Méga kai to mikrón). Este é o princípio ou fonte de mais e menos, de excesso e deficiência, de ambiguidade e indefinição, e de multiplicidade. Não implica ilimitação no sentido de um infinito espacial ou quantitativo; em vez disso, a indefinição consiste em uma falta de determinação e, portanto, de forma fixa. É equivalente ao não ser ou ao conceito de Caos como potencialidade infinita, o "Recipiente" citado em mais de um dos diálogos platônicos, no qual o Ser absoluto age ordenando e de onde emerge todo ser relativo, explicando a mutabilidade dos fenômenos, o como do "tornar-se" ou devir. A Díade é chamada "indefinida" para distingui-la da dualidade definida, ou seja, o número dois, e para indicar que a Díade está acima da matemática.
O Um e a Díade Indefinida são a base última de tudo porque o domínio das Formas de Platão e a totalidade da realidade derivam de sua interação. Todo o múltiplo de fenômenos sensoriais repousa no final em apenas dois fatores. A Forma surge do Um, que é o fator produtivo; a Díada Indefinida sem forma serve como substrato para a atividade do Uno. Sem esse substrato, o Um poderia produzir nada. Todo Ser depende da ação do Um sobre a Díade Indefinida. Esta ação estabelece limites para o informe, dá-lhe Forma e particularidade, e é, portanto, também o princípio da individuação que traz entidades separadas à existência. Uma mistura de ambos os princípios está subjacente a todo o Ser.
Dependendo de qual princípio domina em uma coisa, ou a ordem ou desordem reina. Quanto mais caótica é uma coisa, mais forte é a presença da Díade Indefinida em ação.
Segundo a interpretação de Tübingen, os dois princípios opostos determinam não apenas a ontologia do sistema de Platão, mas também sua lógica, ética, epistemologia, filosofia política, cosmologia e psicologia. Na ontologia, a oposição dos dois princípios corresponde à oposição entre o Ser e o Não-Ser. Quanto mais a Díade Indefinida influencia uma coisa, menos ela tem do Ser e menor é sua classificação ontológica. Na lógica, o Uno fornece identidade e igualdade, enquanto a Díade Indefinida fornece diferença e desigualdade. Na ética, o Um significa bondade (ou virtude, aretḗ), enquanto a díade indefinida significa maldade. Na política, o Um dá a uma população aquilo que a torna numa entidade política unificada e permite que ela sobreviva, enquanto a Díade Indefinida leva à facção, caos e dissolução. Na cosmologia, o Um é evidenciado pelo repouso, persistência e a eternidade do mundo, assim como a presença da vida no cosmos e a atividade predeterminada do Demiurgo que Platão menciona em seu Timeu. A díade indefinida está na cosmologia, o princípio do movimento e da mudança, e especialmente da impermanência e da morte. Na epistemologia, o Um significa o conhecimento filosófico (episteme) ou intuição intelectiva (noesis) que repousa sobre o conhecimento das Formas imutáveis de Platão, enquanto a Díade Indefinida representa a mera opinião (doxas) ou discurso racionalista sofista (dianoia) que depende das impressões sensoriais. Na psicologia ou na teoria da alma, o Um corresponde à Razão e a Dínada Indefinida à esfera do instinto e dos afetos corporais.

### Monismo e dualismo

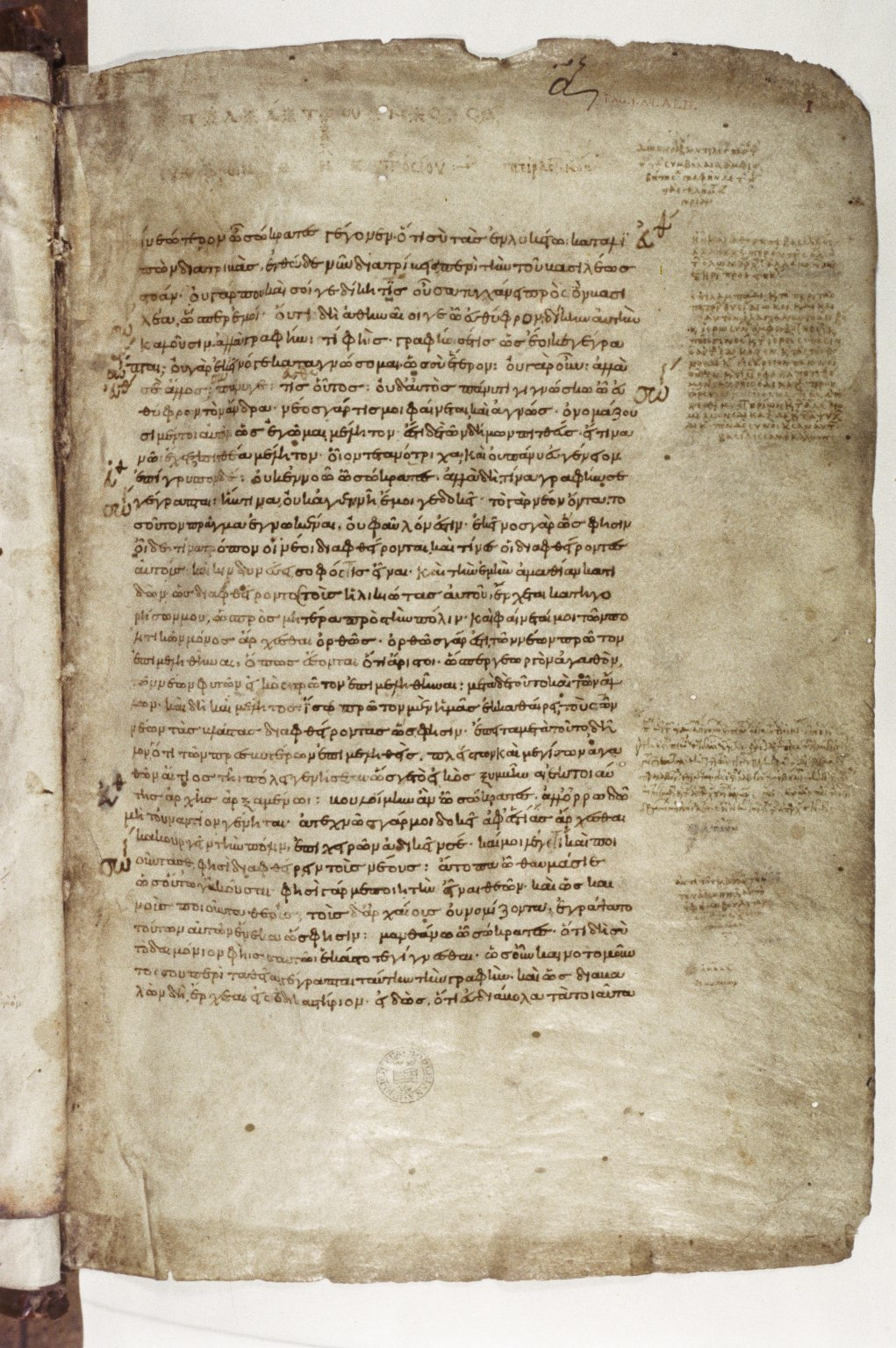
O Platão de Clarke, 895 (Oxford, 1 recto)

Posicionar dois princípios fundamentais levanta a questão de se as doutrinas não escritas e, portanto, no caso de serem autênticas, se toda a filosofia de Platão é monista ou dualista. Um sistema filosófico é monístico no caso em que a oposição entre o Uno e a Díade Indeterminada é fundada sobre um único princípio mais fundamental. Isso ocorre se o princípio da multiplicidade de alguma forma se reduzir ao princípio da unidade e estiver subordinado a ele. Uma interpretação monista alternativa das doutrinas não escritas postula um 'meta-Um' superior que serve como fundamento de ambos os princípios e os une. Se a díade indefinida é, no entanto, entendida como um princípio independente distinto de qualquer tipo de unidade, então as doutrinas não escritas de Platão são, no final, dualistas.
As evidências nas fontes antigas não deixam claro como a relação entre os dois princípios deve ser entendida. No entanto, elas consistentemente concedem ao Um um status mais elevado do que a Díade Indefinida e consideram apenas o Um como absolutamente transcendente. Isto implica uma interpretação monista dos dois princípios e se encaixa com afirmações nos diálogos que sugerem uma filosofia monista. O Mênon de Platão diz que tudo na natureza está relacionado, e a República declara que há uma origem (arcoḗ) para todas as coisas, que pode ser compreendida pela razão.
As opiniões dos defensores da interpretação de Tübingen estão divididas sobre essa questão. A maioria prefere resolver a disputa concluindo que, embora Platão, de fato, considerasse a Díade Indefinida como o elemento indispensável e fundamental de nosso mundo ordenado, ele mesmo assim considerou o Um como um princípio de unidade mais elevado e abrangente. Isso faria de Platão um monista. Esta posição foi defendida por Jens Halfwassen, Detlef Thiel e Vittorio Hösle. Halfwassen afirma que é impossível derivar a Díade Indefinida do Um, uma vez que assim perderia seu status como um princípio fundamental. Além disso, um Absoluto e transcendental não poderia conter qualquer tipo de multiplicidade latente em si mesmo. A Díade Indefinida, no entanto, não teria, portanto, uma origem e um poder iguais como o Um, mas ainda assim é dependente do Uno. De acordo com a interpretação de Halfwassen, portanto, a filosofia de Platão é no final monista. John Niemeyer Findlay também defende uma compreensão enfaticamente monista dos dois princípios. Cornelia de Vogel também encontra o aspecto monista do sistema dominante. Duas figuras importantes da Escola de Tübingen, Hans Joachim Krämer e Konrad Gaiser concluem que Platão tem um sistema único com aspectos tanto monísticos quanto dualistas. Christina Schefer propõe que a oposição entre os princípios é logicamente insolúvel e aponta para algo além de ambos. Segundo ela, a oposição advém de alguma intuição fundamental, "inefável", que Platão experimentou: a saber, que o deus Apolo é a base comum do Um e da Dividência Indefinida. Esta teoria também leva, portanto, a uma concepção monista.
De acordo com a visão predominante dos pesquisadores de hoje, embora os dois princípios sejam considerados elementos de um sistema finalmente monista, eles também têm um aspecto dualista. Isto não é contestado pelos defensores da interpretação monista, mas eles afirmam que o aspecto dualista é subordinado a uma totalidade que é monista. Sua natureza dualista permanece porque não apenas o Um, mas também a Díade Indefinida é tratada como um princípio fundamental. Giovanni Reale enfatizou o papel da Díade como uma origem fundamental. Ele achava, no entanto, que o conceito de dualismo era inadequado e falava de uma "estrutura bipolar da realidade". Para ele, no entanto, esses dois "pólos" não eram igualmente significativos: o Um "permanece hierarquicamente superior à Díade". Heinz Happ, Marie-Dominique Richard, e Paul Wilpert argumentaram contra todas as derivações da Díade de um princípio superior de unidade, e consequentemente argumentaram que o sistema de Platão era dualista. Eles acreditam que o sistema originalmente dualista de Platão foi mais tarde reinterpretado como uma espécie de monismo.

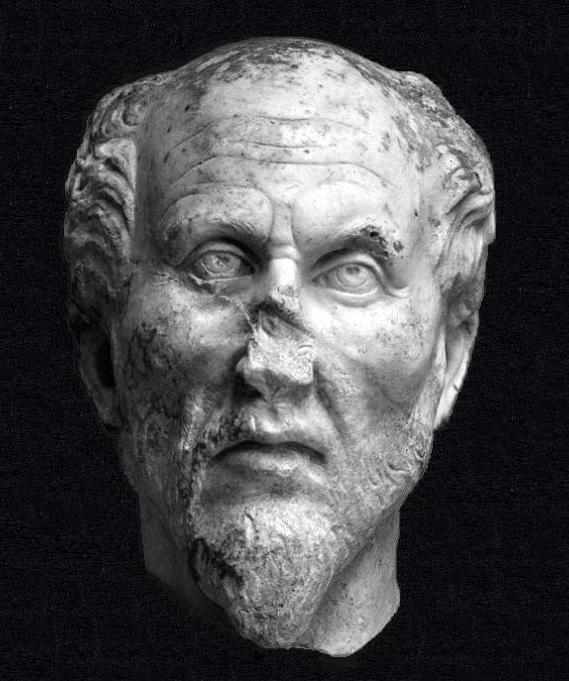
Este busto é frequentemente identificado com Plotino (c. 205 – 270), o principal neoplatonista

Se os dois princípios são autenticamente platônicos e a interpretação monista está correta, então a metafísica de Platão se parece muito com os sistemas neoplatônicos do período imperial romano. Nesse caso, a leitura neoplatônica de Platão é, pelo menos nessa área central, historicamente justificada. Isso implica que o neoplatonismo é menos inovador do que parece sem o reconhecimento das doutrinas não escritas de Platão. O filósofo Algis Uždavinys critica o fato da criação do novo termo "neoplatonismo" separatório por acadêmicos no início da Idade Contemporânea, quando as evidências mostram continuidade do pensamento platônico; o próprio pensamento de Platão é evidenciado de forma acadêmica como derivado da cosmologia egípcia em inscrições antigas, passando aos pré-socráticos e pitagóricos em particular. Os defensores da Escola de Tübingen enfatizam a vantagem dessa interpretação. Eles vêem Plotino, o fundador do neoplatonismo, como o avanço de uma tradição de pensamento iniciada pelo próprio Platão. A metafísica de Plotino, pelo menos em linhas gerais, já era familiar para a primeira geração de estudantes de Platão, e evidente no médio-platonismo em Alcino, por exemplo. Isso confirma a opinião do próprio Plotino, pois ele se considerava não o inventor de um sistema, mas o fiel intérprete das doutrinas de Platão.

### O Bem nas doutrinas não escritas
Um problema de pesquisa importante é a questão controversa do status da Forma do Bem dentro do sistema metafísico derivado de uma combinação da Teoria das Formas e os dois princípios da reconstrução. A resolução dessa questão depende de como se interpreta o status que Platão dá ao Bem em sua Teoria das Formas. Alguns acreditam que a República de Platão contrasta nitidamente o Bem e as Formas usuais, e confere ao Bem uma classificação excepcionalmente alta. Isso está de acordo com a sua convicção de que todas as outras Formas devem seu Ser à Forma do Bem e, portanto, ontologicamente subordinadas a ele.
O ponto de partida da controvérsia acadêmica é o significado contestado do conceito grego de ousia. Esta é uma palavra grega comum e significa literalmente "ser". Em contextos filosóficos, geralmente é traduzida por "Ser" ou "Essência". A República de Platão diz que o Bem não é "ousia", mas está "além de ousia" e o supera como uma origem e em poder. Se esta passagem implica apenas que a essência ou natureza do Bem está além do Ser (mas não o próprio Bem), ou se a passagem é apenas interpretada de maneira imprecisa, então a Forma do Bem pode manter seu lugar dentro do reino de as Formas, isto é, o reino das coisas com o Ser real. Neste caso, o Bem não é absolutamente transcendente: não transcende o Ser e de alguma forma existe acima dele. O Bem teria, portanto, um lugar na hierarquia dos seres reais. De acordo com essa interpretação, o Bem não é um problema para os dois princípios das doutrinas não escritas, mas apenas para a Teoria das Formas. Por outro lado, se a passagem na República é lida literalmente e "ousia" significa "Ser", então a frase "além do Ser" implica que o Bem realmente transcende o Ser. De acordo com essa interpretação, Platão considerou o Bem absolutamente transcendente e deve ser integrado ao reino dos dois princípios.
Se Platão considerou o Bem como transcendente, há um problema sobre sua relação com o Uno. A maioria dos proponentes da autenticidade das doutrinas não escritas sustentam que o Bem e o Um eram para Platão idênticos. De acordo com seus argumentos, a identidade decorre da natureza da Transcendência Absoluta, uma vez que não tolera quaisquer determinações de qualquer espécie e, portanto, também nenhuma distinção entre o Bem e o Uno como dois princípios separados. Além disso, os defensores de tal identidade baseiam-se em evidências em Aristóteles. Uma opinião contrária, no entanto, é mantida por Rafael Ferber, que aceita que as doutrinas não escritas são autênticas e que elas estão relacionadas com o Bem, mas nega que o Bem e o Um sejam idênticos.

### Formas de números

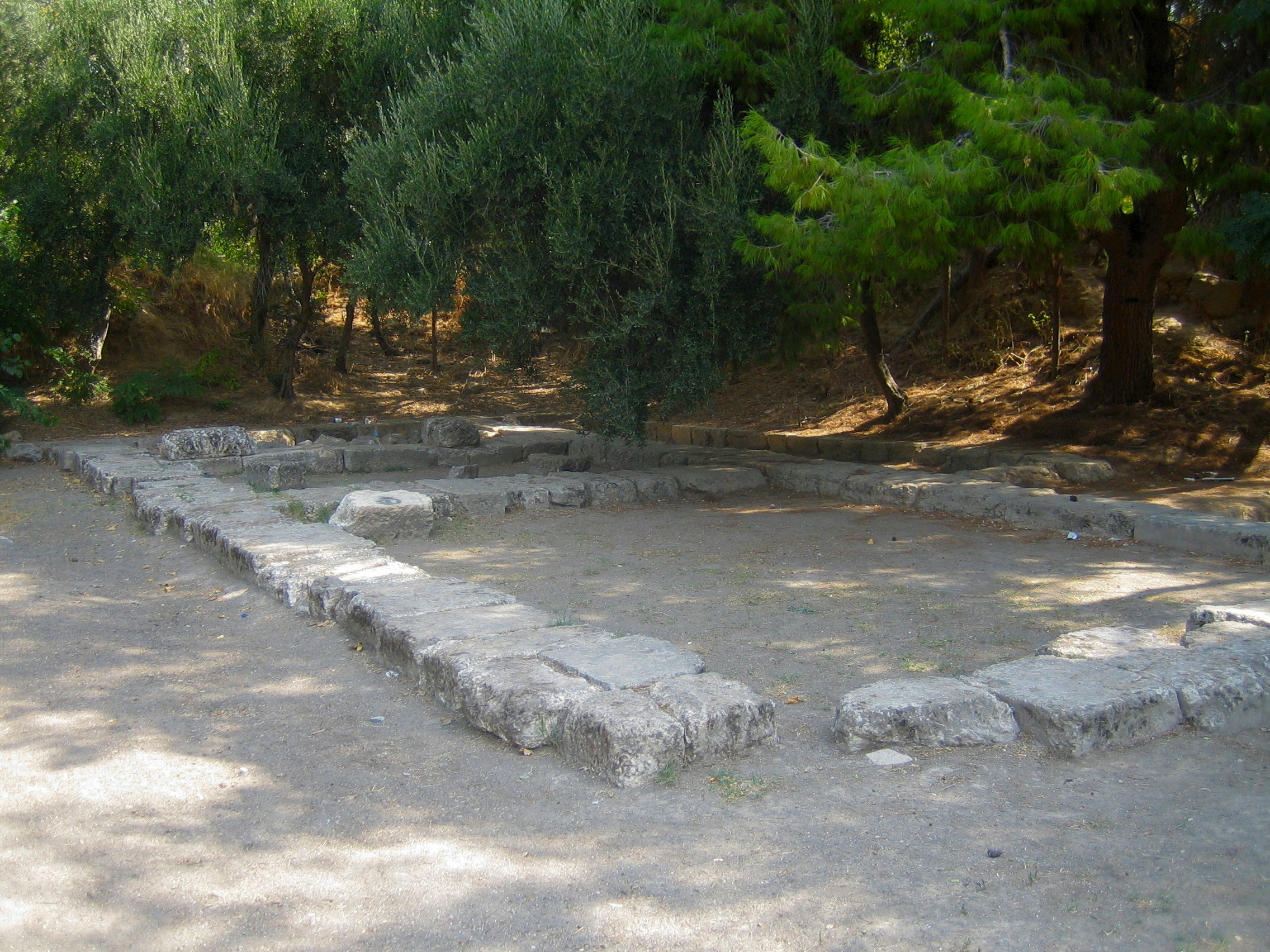
Excavações em Atenas perto do local da Academia de Platão, onde as doutrinas não escritas eram debatidas.

Pode-se inferir do relato de Aristóxenes sobre a palestra de Platão "Sobre o Bem", que uma discussão sobre a natureza dos números ocupou uma parte importante do argumento de Platão. Este tema, portanto, desempenhou um papel importante nas doutrinas não escritas. Isso envolvia, no entanto, não a matemática, mas uma filosofia dos números. Platão distinguiu entre os números usados em matemática e as Formas metafísicas dos números. Em contraste com os números usados em matemática, as Formas de números não consistem em grupos de unidades e, portanto, não podem ser somadas ou submetidas às operações ordinárias de aritmética. A Forma da Dualidade, por exemplo, não consiste em duas unidades designadas pelo número 2, mas sim a verdadeira essência da dualidade.
Segundo os defensores das doutrinas não escritas, Platão deu às Formas dos Números uma posição intermediária entre os dois princípios fundamentais e as outras Formas comuns. De fato, estas Formas de Números são as primeiras entidades a emergir do Um e da Díade Indefinida. Essa emergência - como em toda produção metafísica - não deve ser entendida como o resultado de um processo temporal, mas sim como uma dependência ontológica. Por exemplo, a interação do Um (o fator determinante) e da Díade (a fonte da multiplicidade) leva à Forma da Dualidade no reino das Formas dos Números. Como o produto de ambos os princípios, a Forma de Dualidade reflete a natureza de ambos: é uma dualidade determinada. Sua natureza fixa e determinada é mostrada por sua expressão da relação entre a Forma de Dualidade (um determinado excesso) e a Forma de Metade (uma deficiência determinada). A Forma de Dualidade não é um grupo de unidades como os números usados em matemática, mas sim uma conexão entre duas magnitudes, uma das quais é o dobro da outra.
O Um atua como o fator determinante na Dividência Indefinida, que é chamado de "o Grande e o Pequeno", e elimina sua indeterminação, que engloba toda relação possível entre grandeza e pequenez ou entre excesso e deficiência. Assim, o Uno produz relações determinadas entre grandezas, determinando a indeterminação da Dígita Indefinida, e apenas essas relações são entendidas pelos defensores das doutrinas não escritas como as Formas dos Números. Essa é a origem de uma determinada Twoness, que pode, de várias perspectivas, ser vista como a Forma da Doublidade ou a Forma da Metade. As outras Formas de Números são derivadas da mesma forma dos dois princípios fundamentais. A estrutura do espaço está implícita nas Formas dos Números: as dimensões do espaço emergem de suas relações. Detalhes-chave dessa emergência extra-temporal do espaço estão faltando nos antigos testemunhos sobreviventes, e sua natureza é debatida na literatura acadêmica.

### Questões epistemológicas

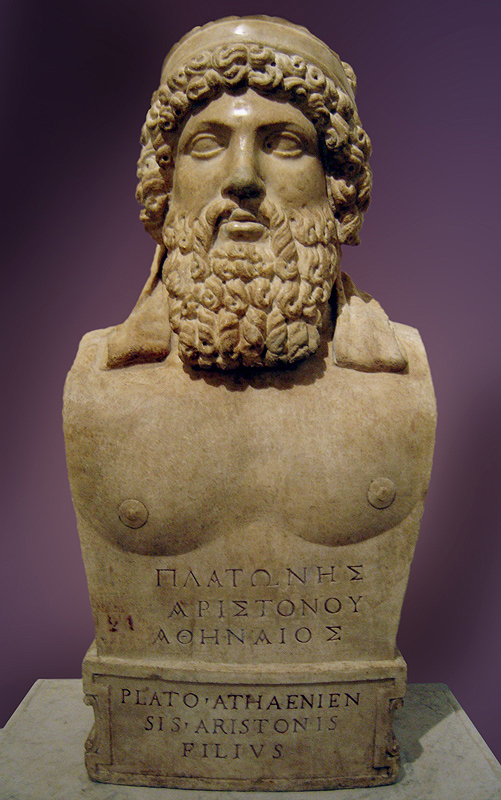
Herma de Platão. A inscrição grega se lê 'Platão [filho] de Aríston, Ateniense' (Roma, Museu Capitolino, 288).

Platão acreditava que apenas especialistas em "dialética", isto é, filósofos que seguem seus métodos lógicos, são competentes para fazer declarações sobre o princípio mais elevado. Assim, ele teria desenvolvido a teoria dos dois princípios - se é que é dele - discursivamente em discussões e fundamentado em argumentos. A partir dessas discussões, emergiu que um princípio mais elevado é necessário para o seu sistema, e que o Um deve ser inferido indiretamente de seus efeitos. Se e em que medida Platão, além disso, possibilitou o acesso direto à esfera do Absoluto e transcendental ou se alguma vez reivindicou tal coisa é debatido na literatura. Isto coloca a questão de se a afirmação do Ser transcendental também implica a possibilidade de conhecimento desse Ser superior, ou se o princípio mais elevado é conhecido teoricamente, mas não de um modo mais direto.
Se a compreensão humana estivesse restrita a argumentos discursivos ou verbais, então as discussões dialéticas de Platão poderiam, no máximo, ter chegado à conclusão de que o princípio supremo era exigido por sua metafísica, mas também que o entendimento humano jamais poderia chegar àquele Ser transcendental. Se assim for, a única maneira que o Um pode ser alcançado (e o Bem, se é o mesmo que o Um) é através da possibilidade de algum acesso não-verbal, "intuitivo". É debatido se Platão de fato tomou ou não esse caminho. Se o fez, renunciou assim à possibilidade de justificar todos os passos dados pelo nosso conhecimento com argumentos filosóficos que podem ser expressos discursivamente em palavras.
Pelo menos em relação ao Um, Michael Erler conclui, a partir de uma declaração na República, que Platão considerou-o como apenas intuitivamente cognoscível. Em contraste, Peter Stemmer, Kurt von Fritz, Jürgen Villers, e outros se opõem a qualquer papel independente para a intuição não-verbal. Jens Halfwassen acredita que o conhecimento do reino das Formas reside centralmente na intuição direta, que ele entende como compreensão não mediada por alguma percepção não-sensorial, "interior" (Ger., Anschauung). Ele também, no entanto, sustenta que o mais alto princípio de Platão transcendeu o conhecimento e foi, portanto, inacessível a tal intuição. Para Platão, o Uno, portanto, tornaria o conhecimento possível e lhe daria o poder de conhecer as coisas, mas permaneceria incognoscível e inefável.
Christina Schefer argumenta que tanto as doutrinas escritas como as não escritas de Platão negam todo e qualquer tipo de acesso filosófico ao Ser transcendental. Platão, no entanto, encontrou tal acesso por um caminho diferente: em uma inefável experiência religiosa da aparência ou teofania do deus Apolo. No centro da visão de mundo de Platão, argumenta ela, não estava a Teoria das Formas nem os princípios das doutrinas não escritas, mas sim a experiência de Apolo, que, por ser não-verbal, não poderia fundamentar nenhuma doutrina verbal. A interpretação de Tübingen dos princípios de Platão, continua ela, corretamente os torna um componente importante da filosofia de Platão, mas eles levam a enigmas e paradoxos insolúveis (em grego, Aporiai) e, portanto, são um beco sem saída. Deve-se inferir das declarações de Platão que ele ainda encontrou uma saída, um caminho que leva além da Teoria das Formas. Nesta interpretação, mesmo os princípios das doutrinas não escritas são, até certo ponto, meramente meios provisórios para um fim.
A literatura acadêmica está amplamente dividida sobre a questão de se Platão considerava ou não os princípios das doutrinas não escritas como certamente verdadeiros. A escola de Tübingen atribui um otimismo epistemológico a Platão. Isto é especialmente enfatizado por Hans Krämer. Sua opinião é que o próprio Platão afirmou a mais alta reivindicação possível de certeza para o conhecimento da verdade de suas doutrinas não escritas. Ele chama Platão, pelo menos em relação aos seus dois princípios, um "dogmatista". Outros estudiosos e especialmente Rafael Ferber defenderam a opinião oposta de que, para Platão, as doutrinas não escritas eram promovidas apenas como uma hipótese que poderia estar errada. Konrad Gaiser argumenta que Platão formulou as doutrinas não escritas como um sistema filosófico coerente e completo, mas não como uma "suma de dogmas fixos pregados de maneira doutrinária e anunciados como autoritários". Em vez disso, ele continua, eles eram algo para um exame crítico que poderia ser melhorado: um modelo proposto para desenvolvimento contínuo e adicional.
Para Platão, é essencial ligar a epistemologia à ética. Ele enfatiza que o acesso de um estudante a percepções comunicadas oralmente só é possível para aquelas almas cujo caráter preenche os pré-requisitos necessários. O filósofo que se dedica à instrução oral deve sempre verificar se o aluno tem o caráter e a disposição necessários. De acordo com Platão, o conhecimento não é conquistado simplesmente pela compreensão das coisas com o intelecto; em vez disso, ela é alcançada como fruto de esforços prolongados feitos por toda a alma. Deve haver uma afinidade interna entre o que é comunicado e a alma que recebe a comunicação.

## A questão da datação e desenvolvimento histórico

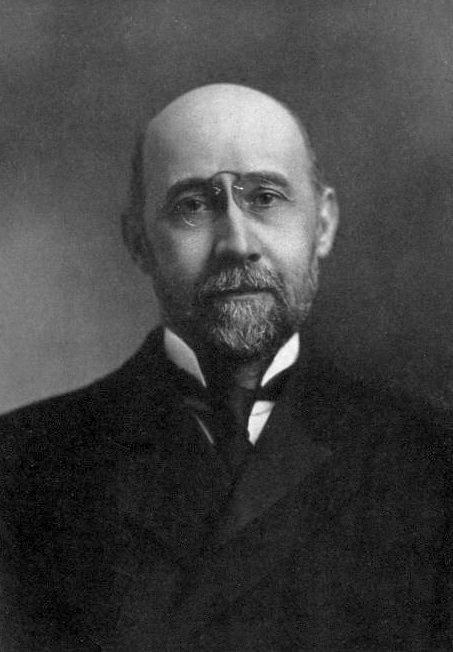
Professor Paul Shorey, nesta foto na Universidade de Chicago, c. 1909, foi um proeminente defensor do unitarianismo nos estudos de Platão e professor de Harold Cherniss

É debatido sobre quando Platão realizou sua palestra pública "Sobre o Bem". Para os defensores da interpretação de Tübingen, isso está ligado à questão de saber se as doutrinas não escritas pertencem à filosofia posterior de Platão ou se foram elaboradas relativamente cedo em sua carreira. Resolver essa questão depende, por sua vez, do debate de longa data nos estudos de Platão entre 'unitaristas' e 'desenvolvimentistas'. Os unitaristas sustentam que Platão sempre defendeu um sistema metafísico único e coerente ao longo de sua carreira; Os desenvolvimentistas distinguem várias fases diferentes no pensamento de Platão e afirmam que ele foi forçado por problemas que encontrou ao escrever os diálogos para revisar seu sistema de maneiras significativas.
Na literatura mais antiga, a visão prevalecente era a de que a conferência de Platão ocorreu no final da vida de Platão. A origem de suas doutrinas não escritas foi, portanto, atribuída à fase final de sua atividade filosófica. Na literatura mais recente, um número crescente de pesquisadores favorece o namoro das doutrinas não escritas para um período anterior. Isso colide com as suposições dos unitaristas. Se os primeiros diálogos de Platão aludem ou não aos diálogos não escritos é contestado.
A visão mais antiga de que a conferência pública de Platão ocorreu no final da carreira de Platão foi energicamente negada por Hans Krämer. Ele argumenta que a palestra foi realizada no período inicial da atividade de Platão como professor. Além disso, diz ele, a palestra não foi dada em público apenas uma vez. É mais provável, diz ele, que houve uma série de palestras e apenas a primeira palestra introdutória foi, como um experimento, aberta a um público amplo e despreparado. Após o fracasso desta estreia pública, Platão chegou à conclusão de que suas doutrinas só deveriam ser compartilhadas com estudantes de filosofia. A palestra sobre o Bem e as discussões subsequentes formaram parte de uma série contínua de palestras, nas quais Platão regularmente, ao longo de várias décadas, familiarizou seus alunos com as doutrinas não escritas. Ele já estava realizando essas sessões na época da primeira viagem à Sicília (c. 389/388 a. C.) e, portanto, antes de fundar a Academia.
Os historiadores da filosofia que datam a palestra mais tarde propuseram vários períodos possíveis diferentes: entre 359/355 a. C. (Karl-Heinz Ilting), entre 360/358 a. C. (Hermann Schmitz), por volta de 352 a. C. (Detlef Thiel ), e o tempo entre a morte de Dion (354 a. C.) e a morte do próprio Platão (348/347 a. C.: Konrad Gaiser). Gaiser enfatiza que a data tardia da palestra não implica que as doutrinas não escritas foram um desenvolvimento tardio. Ele acha que essas doutrinas foram desde cedo uma parte do currículo da Academia, provavelmente já na fundação da escola.
Não está claro por que Platão apresentou um material tão exigente como as doutrinas não escritas para um público ainda não educado em filosofia e que, portanto, foi recebido - como não poderia ser de outra forma - com incompreensão. Gaiser supõe que ele abriu as palestras para o público a fim de confrontar relatos distorcidos das doutrinas não escritas e, assim, esvaziar os rumores circulantes de que a Academia era uma colmeia de atividade subversiva.

## Recepção
Entre as primeiras gerações de estudantes de Platão, havia uma memória viva do ensino oral de Platão, que foi escrito por muitos deles e influenciou a literatura do período (muitos dos quais não sobrevivem mais hoje). As doutrinas não escritas foram vigorosamente criticadas por Aristóteles, que os examinou em dois tratados chamados "Sobre o Bem" e "Sobre Filosofia" (dos quais temos apenas alguns fragmentos) e em outras obras como Metafísica e Física. O estudante de Aristóteles, Teofrasto, também os discutiu em sua Metafísica.

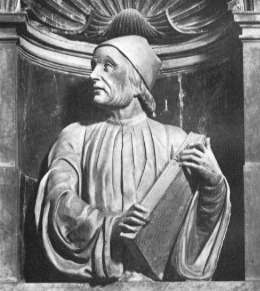
Busto de Marsilio Ficino na catedral em Florença (por A. Ferrucci, 1521). Ele parece tocar sua tradução de Platão como uma lira

No Período Helenístico seguinte (323–31 a. C.), quando um ceticismo completo passou a dominar a Academia, a herança das doutrinas não escritas de Platão podia atrair pouco interesse (se fossem de fato conhecidas). Esse ceticismo desapareceu na época do platonismo médio e do neoplatonismo, mas os filósofos desse período não parecem mais bem informados sobre as doutrinas não escritas que os estudiosos modernos.
Os textos platônicos, junto com os de Aristóteles e outros da literatura clássica, foram esparsamente comentados na Idade Média europeia, e há tendências neoplatônicas nos estudos de João Escoto Erígena e pela Escola de Chartres. Eles foram preservados na Pérsia a partir do século IV, na cidade de Jundi-Shapur, centro intelectual que atraiu imigrantes estudiosos da literatura grega, principalmente após o ano de 529, quando a Academia Neoplatônica em Atenas foi fechada. Após a conquista árabe, houve uma conservação dos textos, que foram traduzidos no início do século VII, permitindo o desenvolvendo de uma filosofia islâmica iniciada por Al-Kindi, amplamente influenciada por conceitos das doutrinas não escritas, cujas ideias podem ser vistas nos principais filósofos árabes, principalmente na literatura mística de Ibn Arabi; os árabes permitiram o retorno da literatura clássica ao continente europeu e influenciaram a escolástica no século XII. Após a redescoberta na Renascença do texto original dos diálogos de Platão, que estavam praticamente perdidos na Idade Média, o início do período moderno foi dominado por uma imagem da metafísica de Platão influenciada por uma combinação de neoplatonismo e relatos de Aristóteles sobre o básico das doutrinas não escritas. O humanista Marsilio Ficino (1433-1499) e sua interpretação neoplatônica contribuíram decisivamente para a visão predominante com suas traduções e comentários, influenciando, por exemplo, os Platonistas de Cambridge. Mais tarde, o influente divulgador, escritor e tradutor de Platão Thomas Taylor (1758-1835) reforçou essa tradição neoplatônica de interpretação de Platão. O século XVIII viu cada vez mais o paradigma neoplatônico como problemático, mas foi incapaz de substituí-lo por uma alternativa consistente. As doutrinas não escritas ainda eram aceitas nesse período. O filósofo alemão Wilhelm Gottlieb Tennemann propôs em seu Sistema da Filosofia de Platão de 1792-95 que Platão nunca pretendeu que sua filosofia fosse representada inteiramente por escrito.

### Século dezenove
No século XIX começou um debate acadêmico que continua até hoje sobre a questão de saber se doutrinas não escritas devem ser consideradas e se elas constituem uma herança filosófica que acrescenta algo novo aos diálogos.

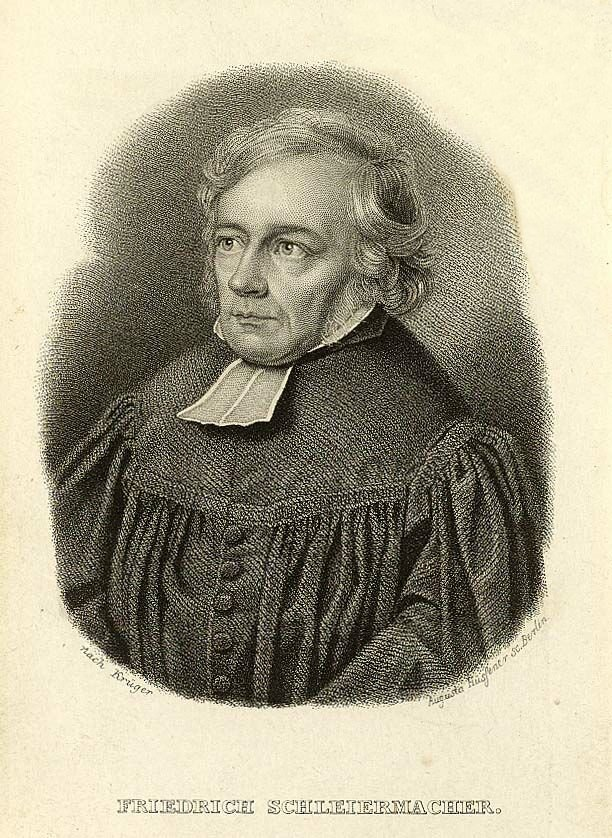
Friedrich Schleiermacher

A interpretação neoplatônica de Platão prevaleceu até o início do século XIX, quando em 1804 Friedrich Schleiermacher publicou uma introdução à sua tradução de 1804 dos diálogos de Platão e iniciou uma virada radical cujas consequências ainda são sentidas hoje. Schleiermacher estava convencido de que todo o conteúdo da filosofia de Platão estava contido em seus diálogos. Nunca houve, ele insistiu, qualquer ensinamento oral que fosse além deles. De acordo com sua concepção, o gênero do diálogo não é substituto literário da filosofia de Platão, mas a forma literária do diálogo e o conteúdo da filosofia de Platão estão inseparavelmente ligados: o modo de filosofar de Platão pode, por sua natureza, ser representado apenas como uma obra literária. diálogo. Portanto, doutrinas não escritas com qualquer conteúdo especial filosoficamente relevante, que não estejam unidas em um diálogo literário, devem ser excluídas.
A concepção de Schleiermacher foi rápida e amplamente aceita e se tornou a visão padrão. Seus muitos defensores incluem Eduard Zeller, um dos principais historiadores da filosofia no século XIX, cujo influente manual A Filosofia dos Gregos e seu Desenvolvimento Histórico militava contra "supostas doutrinas secretas" e teve efeitos duradouros sobre a recepção das obras de Platão.
A dura negação de Schleiermacher a qualquer ensino oral foi contestada desde o início, mas seus críticos permaneceram isolados. Em 1808, August Boeckh, que mais tarde se tornou um famoso erudito grego, afirmou em uma edição das traduções de Platão de Schleiermacher que ele não achava persuasivos os argumentos contra as doutrinas não escritas. Havia uma grande probabilidade, disse ele, que Platão tivesse um ensinamento esotérico nunca manifestado abertamente, mas apenas sugerido sombriamente: 'o que ele aqui [nos diálogos] não realizou até o ponto final, ele lá na instrução oral colocou no mais alto cimo' Christian August Brandis coletou e comentou sobre as fontes antigas para as doutrinas não escritas. Friedrich Adolf Trendelenburg e Christian Hermann Weisse enfatizaram o significado das doutrinas não escritas em suas investigações. Até mesmo Karl Friedrich Hermann, em um inquérito de 1849 sobre as motivações literárias de Platão, voltou-se contra as teses de Schleiermacher e propôs que Platão só havia insinuado o núcleo mais profundo de sua filosofia em seus escritos e comunicado diretamente apenas oralmente.

### Antes da escola de Tübingen: Harold Cherniss
Até a segunda metade do século XX, a abordagem "anti-esotérica" nos estudos de Platão era claramente dominante. No entanto, alguns pesquisadores antes da metade do século afirmaram que Platão tinha um ensinamento oral. Entre eles estão John Burnet, Julius Stenzel, Alfred Edward Taylor, Léon Robin, Paul Wilpert e Heinrich Gomperz. Desde 1959, a interpretação totalmente elaborada da Escola Tübingen manteve uma intensa rivalidade com a abordagem anti-esotérica.

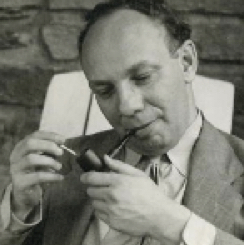
Harold Cherniss, crítico das doutrinas não escritas, em 1941-2

No século XX, o mais prolífico defensor da abordagem anti-esotérica foi Harold Cherniss . Ele expôs seus pontos de vista já em 1942, isto é, antes das investigações e publicações da Escola de Tübingen. Sua principal preocupação era minar a credibilidade da evidência de Aristóteles para as doutrinas não escritas, que ele atribuía à hostilidade desdenhosa de Aristóteles em relação às teorias de Platão, bem como a certos mal-entendidos. Cherniss acreditava que Aristóteles, no curso de sua polêmica, falsificara as opiniões de Platão e que Aristóteles até se contradizera. Cherniss negou categoricamente que qualquer ensinamento oral de Platão tivesse conteúdo extra para além dos diálogos. Hipóteses modernas sobre instrução filosófica na Academia eram, segundo ele, especulação infundada. Havia, além disso, uma contradição fundamental entre a Teoria das Formas encontrada nos diálogos e os relatos de Aristóteles. Cherniss insistiu que Platão havia consistentemente defendido a Teoria das Formas e que não havia argumento plausível para a suposição de que ele a modificou de acordo com os supostos princípios das doutrinas não escritas. A Sétima Carta era irrelevante, uma vez que, afirmava Cherniss, não era autêntica.

### A interpretação anti-sistemática da filosofia de Platão
No final do século XX e início do século XXI, surgiu uma radicalização da abordagem dialógica de Schleiermacher. Inúmeros estudiosos insistiram em uma interpretação "anti-sistemática" de Platão, também conhecida como "teoria do diálogo". Esta abordagem condena todo tipo de interpretação 'dogmática' de Platão e especialmente a possibilidade de doutrinas esotéricas e não escritas. É fundamentalmente oposta à proposição de que Platão possuía um ensinamento definido e sistemático e afirmava sua verdade. Os proponentes dessa abordagem anti-sistemática concordam, pelo menos, que a essência do modo de fazer filosofia de Platão não é o estabelecimento de doutrinas individuais, mas a reflexão compartilhada, "dialógica" e, em particular, o teste de vários métodos de investigação. Esse estilo de filosofia - como Schleiermacher já salientou - é caracterizado por um processo de investigação (e não por seus resultados) que visa estimular pensamentos mais avançados e profundos em seus leitores. Ele não procura consertar a verdade dos dogmas finais, mas encoraja uma série interminável de perguntas e respostas. Esse desenvolvimento de longo alcance da teoria do diálogo de Schleiermacher finalmente se voltou contra ele: ele foi duramente criticado por erroneamente buscar uma filosofia sistemática nos diálogos.
Os defensores dessa interpretação anti-sistemática não vêem uma contradição entre a crítica de Platão à escrita e a noção de que ele comunicou toda sua filosofia ao público por escrito. Eles acreditam que sua crítica foi destinada apenas ao tipo de escrita que expressa dogmas e doutrinas. Como os diálogos não são assim, mas apresentam seu material sob a forma de conversas fictícias, a crítica de Platão não se aplica.

### A origem e disseminação do paradigma de Tübingen

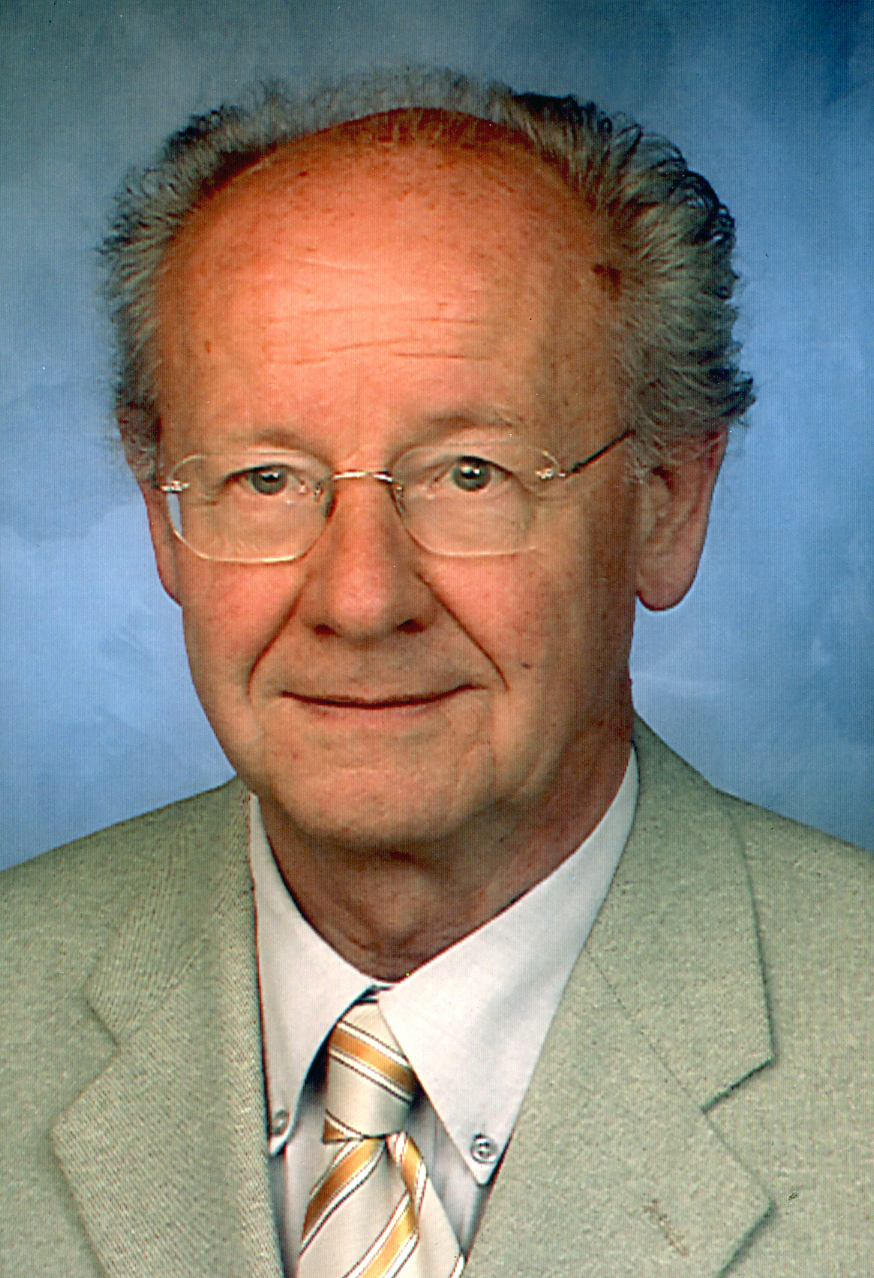
Thomas A. Szlezák, um proeminente defensor da aproximação de Tübingen

Até a década de 1950, a questão de se poderia de fato inferir a existência de doutrinas não escritas a partir das fontes antigas estava no centro da discussão. Depois que a Escola de Tübingen introduziu seu novo paradigma, uma controvérsia vigorosa surgiu e o debate mudou para a nova questão sobre se a hipótese de Tübingen estava correta: de que as doutrinas não escritas poderiam efetivamente ser reconstruídas e continham o núcleo da filosofia de Platão.
O paradigma de Tübingen foi formulado e completamente defendido pela primeira vez por Hans Joachim Krämer. Ele publicou os resultados de sua pesquisa em uma monografia de 1959 que foi uma versão revisada de uma dissertação de 1957 escrita sob a supervisão de Wolfgang Schadewaldt. Em 1963, Konrad Gaiser, que também foi aluno de Schadewaldt, qualificou-se como professor com sua abrangente monografia sobre as doutrinas não escritas. Nas décadas seguintes, ambos os estudiosos expandiram e defenderam o novo paradigma em uma série de publicações enquanto ensinavam na Universidade de Tübingen.
Outros proponentes bem conhecidos do paradigma de Tübingen incluem Thomas Alexander Szlezák, que também lecionou em Tübingen de 1990 a 2006 e trabalhou especialmente na crítica da escrita de Platão, o historiador da filosofia Jens Halfwassen, que lecionou em Heidelberg e investigou especialmente a história dos dois princípios de Platão, do século IV a. C. até o neoplatonismo, e Vittorio Hösle, que leciona na Universidade de Notre Dame (EUA).
Os defensores da abordagem de Tübingen para Platão incluem, por exemplo, Michael Erler, Jürgen Wippern, Karl Albert, Heinz Happ, Willy Theiler, Klaus Oehler, Hermann Steinthal John Niemeyer Findlay, Marie-Dominique Richard, Herwig Görgemanns, Walter Eder, Josef Seifert, Joachim Söder, Carl Friedrich von Weizsäcker, Detlef Thiel, e, com um nova e abrangente teoria, Christina Schefer.

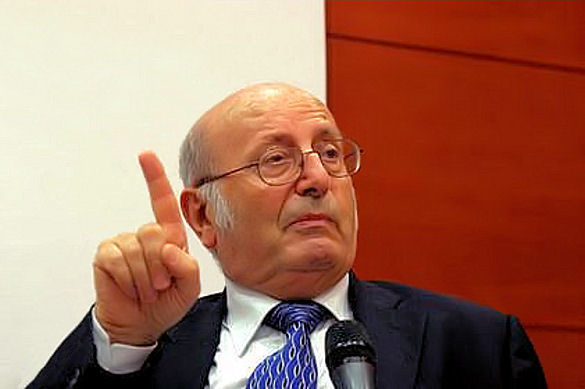
Giovanni Reale foi o principal defensor das doutrinas não escritas na Itália

Aqueles que concordam parcialmente com a abordagem de Tübingen, mas têm reservas incluem Cornelia J. de Vogel, Rafael Ferber, John M. Dillon, Jürgen Villers, Christopher Gill, Enrico Berti, e Hans-Georg Gadamer.
Desde a importante pesquisa de Giovanni Reale, um historiador italiano da filosofia que ampliou o paradigma de Tübingen em novas direções, é hoje também chamada de 'Escola de Tübingen e Milanesa'. Na Itália, Maurizio Migliori e Giancarlo Movia também se manifestaram pela autenticidade das doutrinas não escritas. Recentemente, Patrizia Bonagura, uma estudante de Reale, defendeu fortemente a abordagem de Tübingen.

### Críticos da Escola de Tübingen
Várias posições céticas encontraram apoio, especialmente na erudição anglo-americana, mas também entre estudiosos de língua alemã. Esses críticos incluem: nos EUA, Gregory Vlastos e Reginald E. Allen; na Itália, Franco Trabattoni e Francesco Fronterotta; na França, Luc Brisson; e na Suécia, PT Tigerstedt. Os críticos de língua alemã incluem: Theodor Ebert, Ernst Heitsch, Fritz-Peter Hager e Günther Patzig.
A posição radical cética sustenta que Platão não ensinou oralmente nada que ainda não estivesse nos diálogos.

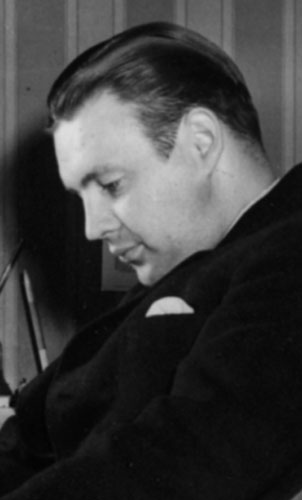
E. N. Tigerstedt, um historiador da queda do neoplatonismo no início do período moderno, criticou a interpretação de Tübingen

Céticos moderados aceitam que existem algumas doutrinas não escritas, mas criticam a reconstrução de Tübingen como especulativa, insuficientemente fundamentada em evidências e muito abrangente. Muitos críticos da Escola de Tübingen não contestam a autenticidade dos princípios atribuídos a Platão, mas vêem-nos como uma noção tardia de Platão, que nunca foi elaborada sistematicamente e, portanto, não foi integrada à filosofia que ele desenvolveu de antemão. Eles sustentam que a teoria dos dois princípios não era o núcleo da filosofia de Platão, mas sim um conceito experimental discutido na última fase de sua atividade filosófica. Ele introduziu esses conceitos como uma hipótese, mas não os integrou à metafísica subjacente aos diálogos.
Os proponentes desta visão moderada incluem Dorothea Frede, Karl-Heinz Ilting, e Holger Thesleff. Da mesma forma, Andreas Graeser julga os princípios não escritos como uma "contribuição para uma discussão com estudantes internos" e Jürgen Mittelstraß os toma como sendo "uma questão cautelosa para a qual uma resposta hipotética é sugerida". Rafael Ferber acredita que Platão nunca comprometeu os princípios de forma fixa e escrita porque, entre outras coisas, ele não os considerava como conhecimento, mas como mera opinião. Margherita Isnardi Parente não disputa a possibilidade de doutrinas não escritas, mas julga a tradição de relatos sobre elas como não confiáveis e sustenta ser impossível unir a reconstrução de Tübingen com a filosofia dos diálogos, na qual as visões autênticas de Platão devem ser encontradas. Os relatos de Aristóteles não derivariam do próprio Platão, mas sim de esforços destinados a sistematizar seu pensamento por membros da Academia primitiva. Franco Ferrari também nega que essa sistematização deva ser atribuída a Platão. Wolfgang Kullmann aceita a autenticidade dos dois princípios, mas vê uma contradição fundamental entre eles e a filosofia dos diálogos. Wolfgang Wieland aceita a reconstrução dos diálogos não escritos, mas classifica sua relevância filosófica como muito baixa e pensa que não pode ser o núcleo da filosofia de Platão. Franz von Kutschera sustenta que a existência das doutrinas não escritas não pode ser seriamente questionada, mas acha que a tradição de relatos sobre elas é de tão baixa qualidade que qualquer tentativa de reconstrução deve confiar nos diálogos. Domenico Pesce afirma a existência de doutrinas não escritas e que elas dizem respeito ao Bem, mas condena a reconstrução de Tübingen e, em particular, a afirmação de que a metafísica de Platão era bipolar.
Há um aspecto secundário notável nas controvérsias às vezes agudas e vigorosas sobre a Escola Tübingen: os antagonistas de ambos os lados tenderam a argumentar de dentro de uma visão de mundo pressuposta. Konrad Gaiser comentou sobre esse aspecto do debate: "Nessa controvérsia, e provavelmente em ambos os lados, certas concepções modernas do que a filosofia deveria ter desempenham um papel inconsciente e, por essa razão, há pouca esperança de uma solução".

### Recursos em língua inglesa
- Dmitri Nikulin, ed., The Other Plato: The Tübingen Interpretation of Plato's Inner-Academic Teachings (Albany: SUNY, 2012). Uma recente antologia com uma introdução e visão geral.
- Hans Joachim Krämer e John R. Catan, Plato and the Foundations of Metaphysics: A Work on the Theory of the Principles and Unwritten Doctrines of Plato with a Collection of the Fundamental Documents (SUNY Press, 1990). Tradução de um trabalho por um fundador da Escola de Tübingen.
- John Dillon, The Heirs of Plato: A Study of the Old Academy, 347 -- 274 BCE (Oxford: Clarendon Press, 2003), esp. pp. 16 – 29. Uma visão moderada das doutrinas não escritas por um estudioso principal.
- Harold Cherniss, The Riddle of the Early Academy (Berkeley: University of California Press, 1945). Crítico americano proeminente das doutrinas não escritas.
- Gregory Vlastos, revisão de H. J. Kraemer, Arete bei Platon und Aristoteles, in Gnomon, v. 35, 1963, pp. 641–655. Reimpresso com apêndice posterior em: Platonic Studies (Princeton: Princeton University Press, 1981, 2nd ed.), pp. 379–403. Revisão crítica famosa que, junto de Riddle de Cherniss, voltou muitos acadêmicos anglo-americanos contra a Escola de Tübingen.
- John Niemeyer Findlay, Plato: The Written and Unwritten Doctrines (London: Routledge, 2013). Um trabalho mais antigo, publicado primeiro em 1974, advogando a importância das doutrinas não escritas independentemente da Escola de Tübingen.
- K. Sayre, Plato's Late Ontology: A Riddle Resolved (Princeton: Princeton University Press, 1983) e Metaphysics and Method in Plato's Statesman (Cambridge: Cambridge University Press, 2011). Sayre busca uma posição média em argumentando que as alusões às doutrinas não escritas podem ser encontradas nos diálogos.

### Coleções da evidência antiga
- Margherita Isnardi Parente (ed.): Testimonia Platonica (= Atti della Accademia Nazionale dei Lincei, Classe di scienze morali, storiche e filologiche, Memorias, Reihe 9, Band 8 Esquerda 4 und Band 10 Heft 1). Rom 1997–1998 (uma edição crítica com tradução e comentário em italiano)
  - 1: Le testimonianze di Aristotele, 1997
  - 2: Testimonianze di età ellenistica e di et imperiale, 1998
- Giovanni Reale (ed.): Autotestimonianze e rimandi dei diálogo de Platone alle "dottrine non scritte" . Bompiani, Milano 2008, ISBN 978-88-452-6027-8 ISBN   978-88-452-6027-8 (Uma coleção de textos relevantes com tradução italiana e uma introdução substancial, na qual Reale responde aos críticos de sua posição).